# Vasco Pereira Coutinho
Vasco Manuel de Quevedo Pereira Coutinho ComNSC (Lisboa, 13 de Maio de 1952), é um empresário português.

## Biografia

### Percurso empresarial
Filho de Diogo Pereira Coutinho (mas atuando em separado do seu irmão, João), Vasco Pereira Coutinho licenciou-se em Ciências Económicas e Financeiras, pelo Instituto Superior de Economia e Gestão da Universidade Técnica de Lisboa.
Dedicou a sua carreira empresarial ao ramo imobiliário, gerindo a Temple e pela Gef, sociedades gestoras de fundos imobiliários.
O jornal Semanário chegou a classifica-lo como um dos maiores empresários do setor em Portugal, dizendo também que fez fortuna com a venda de terrenos destinados a construção da fabrica da Autoeuropa. 
Teve atividade em São Paulo, no Brasil, Angola e China, enquanto em Portugal as apostas mais fortes que fez situaram-se em Lisboa, Porto, Algarve e Alentejo.
Em 2009 Vasco Pereira Coutinho tinha um projeto de urbanização, chamado Campolide Parque, para uma área de 133 mil m2, em Campolide, Lisboa, totalizando um investimento de 250 milhões de euros, assim como uma proposta para urbanizar a chamada Quinta do Estado, na Venda Nova, concelho da Amadora, tendo contratado para o efeito o arquiteto Norman Foster. Pela mesma altura tinha estado envolvido na construção de uma fábrica de torrefação de café em Macau, um investimento de 19 milhões e 500 mil euros.

### Dívidas
Já em 2021 um artigo do jornal Expresso dava conta que, em maio de 2014, o grupo imobiliário de Vasco Pereira Coutinho, fora forçado a avançar para um processo especial de revitalização (PER), acumulando dezenas de milhões de euros em dívidas. A sua holding, a TMPL SGPS, entrara, meses depois disso, em janeiro de 2015, num acordo com os credores mediado pelo tribunal e como nesse ano o grupo veio a apresentar prejuízos de 25 milhões de euros.

## Vida pessoal
Segundo um artigo do jornal Correio da Manhã, de 2013, Vasco Pereira Coutinho, que costumava levar uma vida discreta, vivia num palacete em Lisboa, repartindo o seu tempo em Portugal noutras duas propriedades, situadas no Algarve, a Quinta de Mata-Mouros, em Silves, e o Castelo de São João do Arade, em Ferragudo.
Praticara equitação durante vários anos, chegando a treinar diariamente, o que o levou a conquistar um título de campeão ibérico em juniores. 
Também praticou mergulho e teve um iate a motor. 
Como o seu irmão Joao, foi ainda um desportista adepto de veículos motorizados.

### Títulos
O rei Juan Carlos I de Espanha concedeu-lhe, a 7 de Abril de 2011, o título de 1.º Marquês de Pereira Coutinho.
Em data desconhecida, recebera a comenda da Real Ordem Militar de Nossa Senhora da Conceição de Vila Viçosa, da ordem presidida por Duarte Pio de Bragança.

### Família
D. Vasco Manuel de Quevedo Pereira Coutinho é o filho mais velho de D. Diogo Manuel de Castro Constâncio Pereira Coutinho e de sua primeira mulher, Maria José Carlota de Castro Coutinho de Quevedo Pessanha, bisneta do 1.º Barão da Quinta do Ferro e 1.º Visconde da Quinta do Ferro e do 1.º Visconde de Portalegre e trineta do 1.º Visconde de Castelo Branco e do 1.º Barão de Oleiros e 1.º Visconde de Oleiros. 
E irmão do também empresário D. João Pereira Coutinho.

###### Casamento e descendência
Casou em Lisboa, a 24 de Julho de 1975, com Isabel Maria de Carvalho Machado da Silva, filha de Manuel Paulo Machado da Silva (1926) e de sua mulher, Ana Maria Emília da Mota Veiga Pacheco Teixeira Gomes da Silva Carvalho (1931). O casal tem dois filhos: 
- Vasco Machado da Silva Pereira Coutinho (Lisboa, 15 de dezembro de 1978 (46 anos)), casado civilmente em Lisboa, a 17 de Abril de 2009 com Patrícia Maia de Loureiro Rebelo Pinto (Lisboa, São Sebastião da Pedreira, 3 de Abril de 1973), casada primeira vez a 20 de Setembro de 1997 com Alexandre Tomé Vieira de Almeida (Lisboa, Nossa Senhora de Fátima, 12 de Abril de 1964), divorciados, sem geração, de quem tem duas filhas e um filho: 
  - Maria Luísa Rebelo Pinto Pereira Coutinho (Lisboa, Santa Maria dos Olivais, 23 de setembro de 2008 (16 anos))
  - Isabel Rebelo Pinto Pereira Coutinho (Lisboa, Encarnação, 4 de janeiro de 2010 (15 anos))
  - Vasco Rebelo Pinto Pereira Coutinho (Lisboa 2 de dezembro de 2012 (12 anos))
- Diogo Machado da Silva Pereira Coutinho (Lisboa, 3 de julho de 1981 (43 anos)) casou com Sara Salgado em 4 de julho de 2020